# 5222 Ioffe
Ioffe (asteroide 5222) é um asteroide da cintura principal com um diâmetro de 21,92 quilómetros, a 2,3684895 UA. Possui uma excentricidade de 0,1456678 e um período orbital de 1 686 dias (4,62 anos).
5222 Ioffe tem uma velocidade orbital média de 17,88835463 km/s e uma inclinação de 34,5801º.
Este asteroide foi descoberto em 11 de Outubro de 1980 por Nikolai Chernykh.
Faz parte da família de asteroides Palas, sendo, na família, o maior a seguir a 2 Palas.